# 越生駅
越生駅（おごせえき）は、埼玉県入間郡越生町大字越生にある、東日本旅客鉄道（JR東日本）・東武鉄道の駅である。JR東日本の八高線と、当駅を終点とする東武鉄道の越生線が乗り入れ、接続駅となっている。東武の駅には駅番号としてTJ 47が付与されている。なお、東武鉄道は有人駅であるが、無人駅となっているJR八高線関連の業務は行っていない。

## 歴史

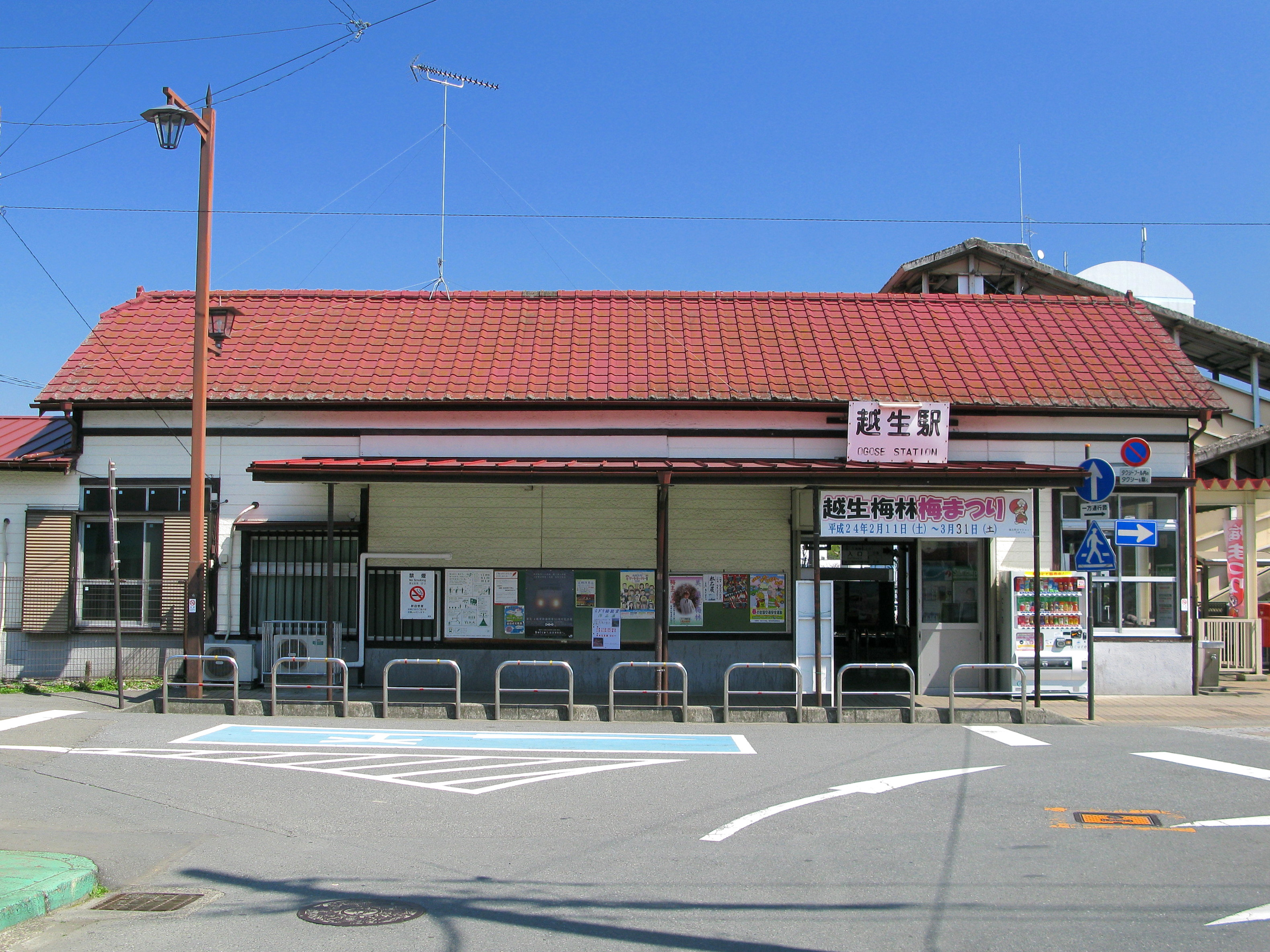
旧駅舎（2012年3月）

- 1933年（昭和8年）4月15日：国有鉄道八高線 東飯能 - 当駅間開通と同時に開業[2]。旅客・貨物の取り扱いを開始（一般駅）[3]。
- 1934年（昭和9年）12月16日：越生鉄道 西大家 - 当駅間が開通。
- 1943年（昭和18年）7月1日：越生鉄道が東武鉄道に合併、東武越生線となる。
- 1974年（昭和49年）4月5日：国鉄駅の貨物の取り扱いを廃止[3]。
- 1984年（昭和59年）2月1日：国鉄駅の荷物扱いを廃止[3]。
- 1987年（昭和62年）4月1日：国鉄分割民営化により、八高線の駅は東日本旅客鉄道（JR東日本）の駅となる[3]。
- 2002年（平成14年）2月8日：JR東日本でICカード「Suica」の利用が可能となる[4][5]。
- 2007年（平成19年）3月18日：東武鉄道でICカード「PASMO」の利用が可能となる。
- 2013年（平成25年）4月7日：JR八高線ホームのエレベーター設置工事に伴い、1番線を廃止。
- 2014年（平成26年）3月28日：JR・越生線ホームのエレベーターの利用を開始。
- 2019年（平成31年）
  - 3月15日：この日をもってみどりの窓口が営業終了[6]。
  - 3月16日：東口の開設および東西自由通路の供用を開始。これに伴い改札口・券売機がJR・東武の各ホーム上へ移設される[7]。また、JRが終日無人駅となる。東武は以前から越生線の遺失物対応や夜間停泊の車内点検のため、詰所に社員を配置していたが、改正日より営業扱いを開始した[6]。
- 2021年（令和3年）1月4日：西口の旧駅舎跡地に開設された総合案内所「道灌おもてなしプラザ」が供用開始[8]。西口に「道灌口」、東口に「山吹口」の愛称を付与[8]。

## 駅構造

### JR東日本
単式ホーム1面1線を有する地上駅である。
かつては島式ホーム1面2線を有し交換可能であったが、エレベーター設置工事のため2013年3月16日のダイヤ改正より当駅での列車交換は行われなくなり、同年4月7日から既存の交換施設を撤去する棒線化を行い、1番線は廃止・欠番となった。また、八高線と東武越生線の線路は繋がっていない。
無人駅（高崎統括センター〈高崎駅〉管理）。
2019年3月からの無人化に伴い、ホーム上に待合室が設置された。なお、ダイヤ改正直後は待合室内に近距離券売機が設置されていたが、故障で使えない期間が長かった。また、紙幣は1000円紙幣しか使用できないことやIC乗車券のチャージもできないことなど課題が多かったため、現在は新型券売機(緑色)に切り替えられている。この他、オレンジ色の乗車駅証明書発行機も同様に待合室内に設置されている。

#### のりば
| 番線 | 路線    | 方向 | 行先       |
| ---- | ------- | ---- | ---------- |
| 2    | ■八高線 | 下り | 高崎方面   |
| 2    | ■八高線 | 上り | 高麗川方面 |

（出典：JR東日本:駅構内図）

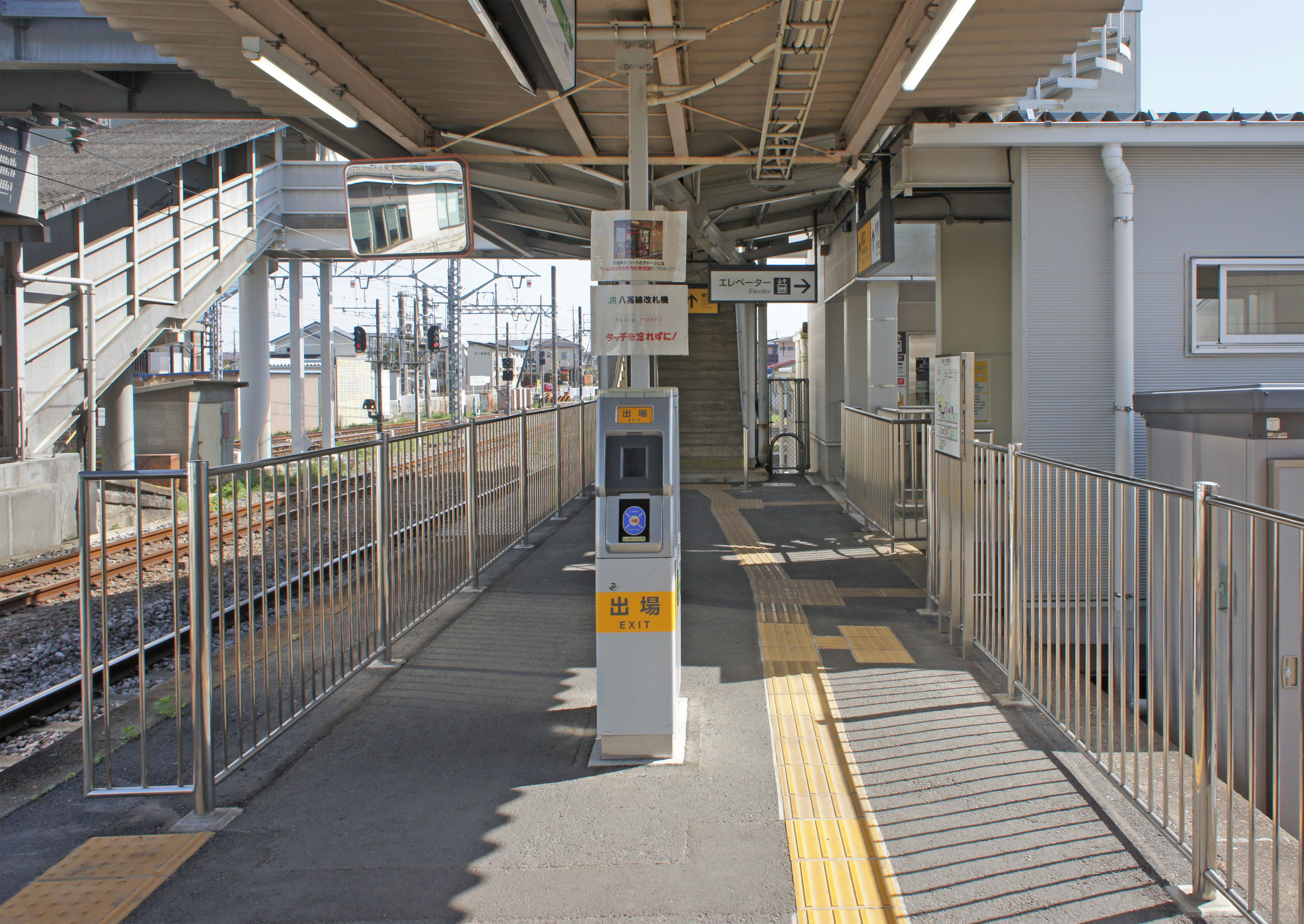
八高線改札口（2022年4月）
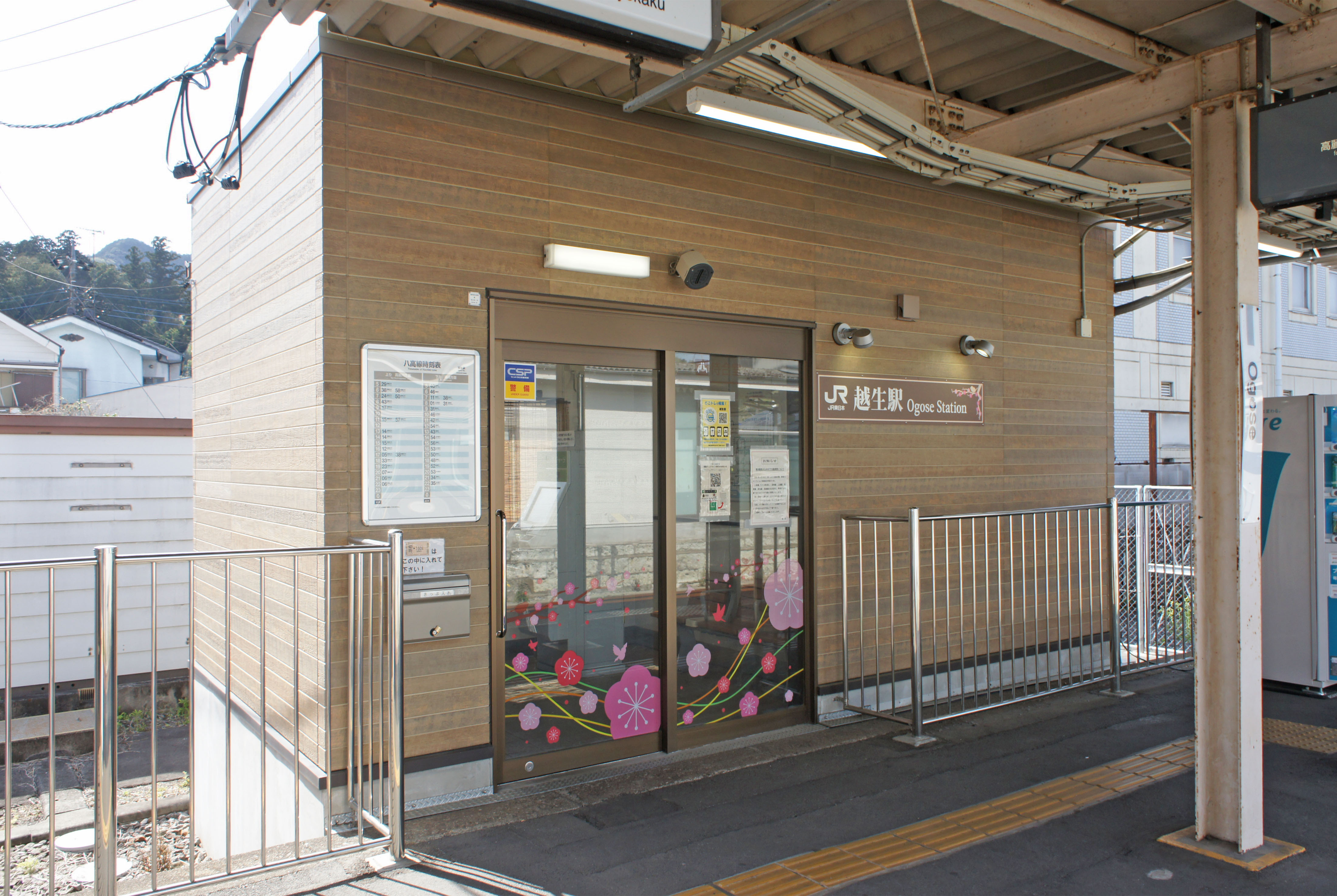
待合室外観（2022年4月）
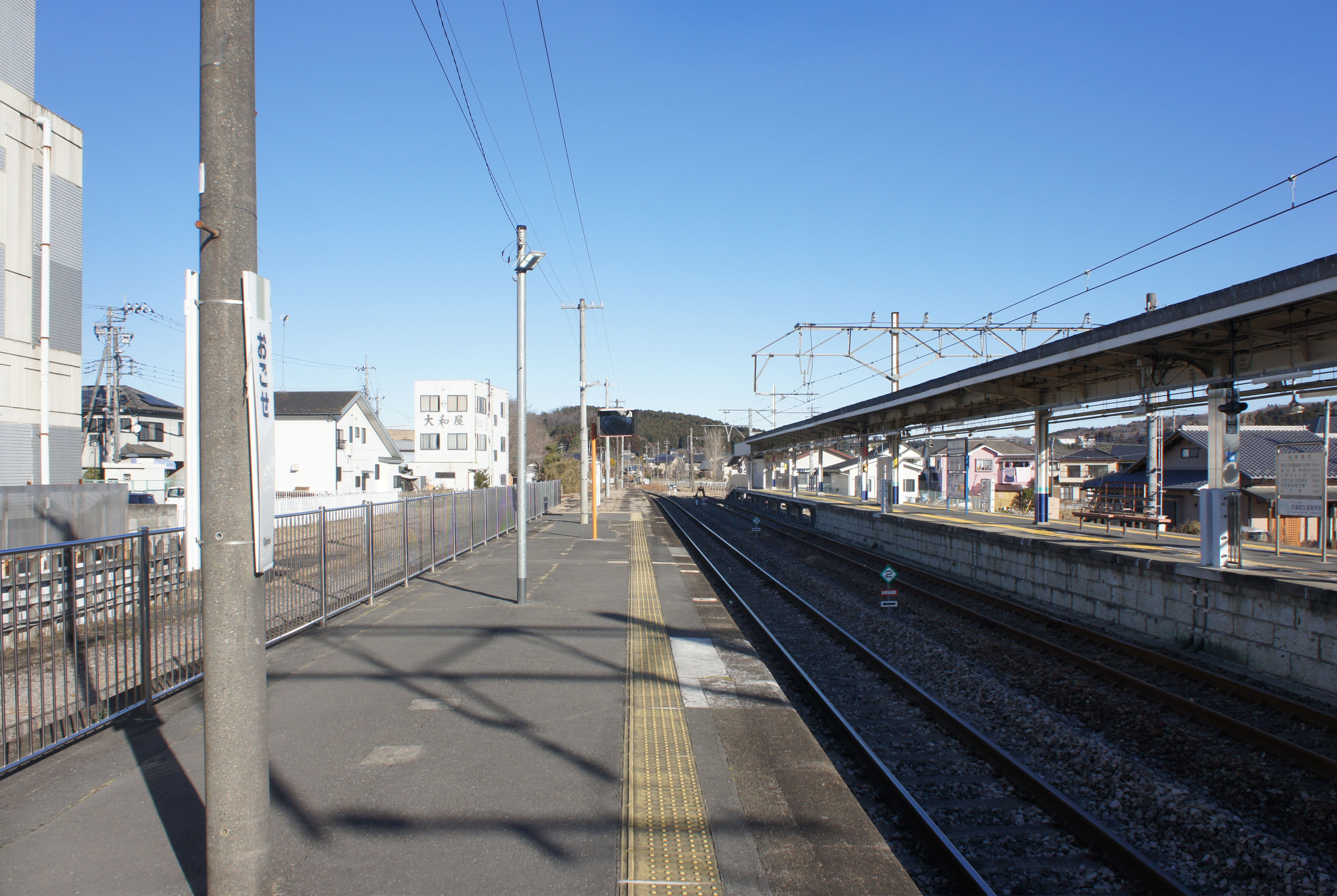
八高線ホーム（2022年1月）
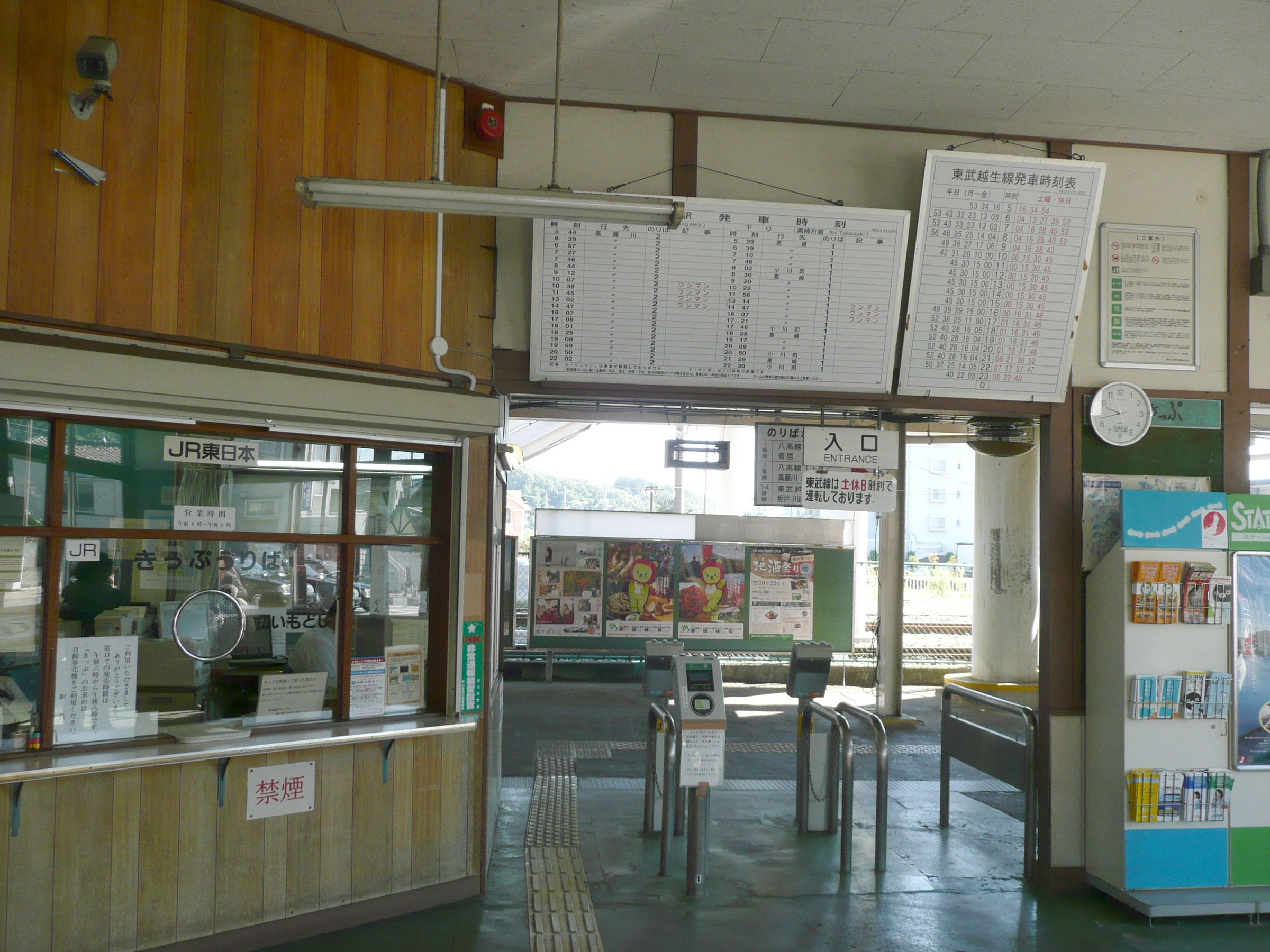
旧八高線改札口（2011年9月）
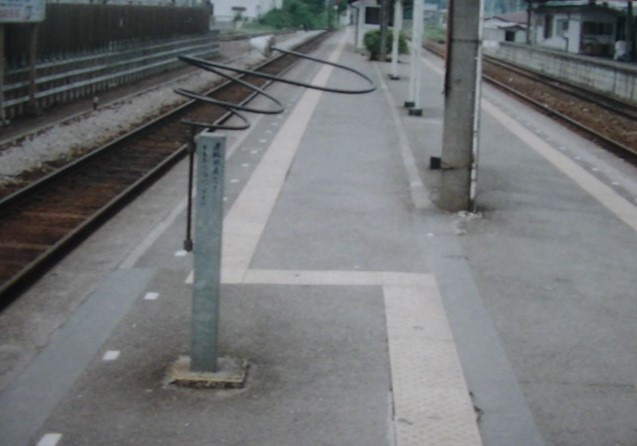
ホーム上にあった通票受器（1995年）

### 東武鉄道
島式ホーム1面2線を有する地上駅である。
2013年10月から坂戸寄りにエレベーター設置の為、駅末端（明覚駅寄り）のトイレ設備を撤去し、ホーム北側に約1両分ホームを延長し翌年の1月に列車の停止位置を変更した。
2019年3月からJR八高線との改札が分離されたことにより、越生線専用の自動改札機・自動券売機・乗り越し精算機が設置され、自動券売機にて東武鉄道の各種乗車券が購入できるようになった。なお、ホーム幅が狭い為に駅事務室は改札内のホーム末端（トイレの奥）に設置されており、インターホンを設置して対応している。

#### のりば
| 番線 | 路線   | 行先     |
| ---- | ------ | -------- |
| 3・4 | 越生線 | 坂戸方面 |

- 坂戸駅から先の東上線は坂戸駅で乗り換えとなる。
- 夜間滞泊が設定されている。

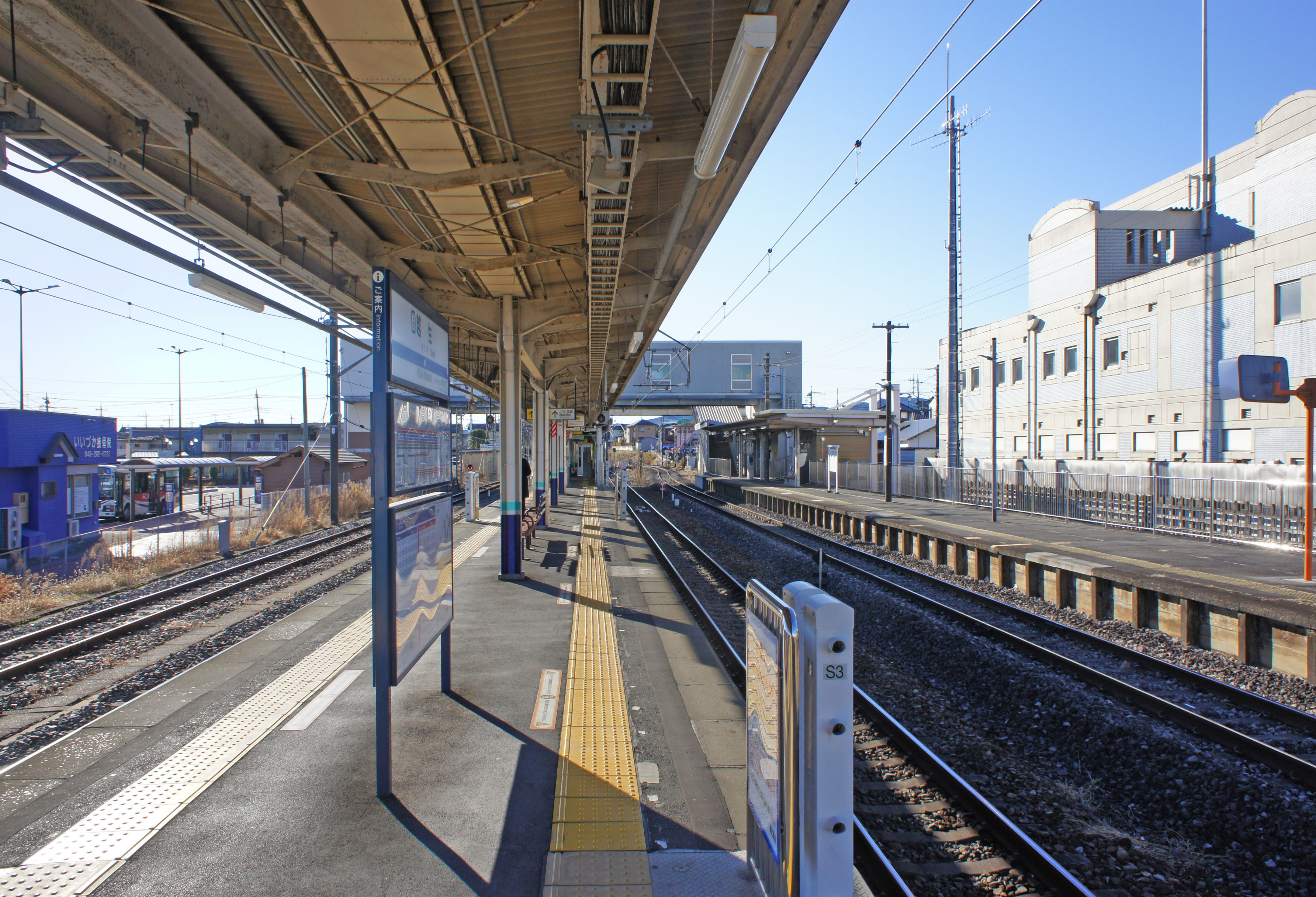
越生線ホーム（2022年1月）

### 東口開設事業
2016年8月に、JR東日本・東武鉄道・越生町の3者において「越生駅東口開設事業に伴う基本協定書」を締結し、東口および東西自由通路の整備を行ってきた。これにより、2019年3月16日より東口と東西自由通路の供用を開始し、JRと東武の改札が分離された。
2019年3月16日の東口開設以前は、JRと東武が駅舎・改札を共用する共同使用駅として、八高線のホーム脇の駅舎（現在の西口）にて駅業務・改札が行われていた。駅業務はJR東日本高崎支社による直営駅となっており、毛呂駅が当駅を管理していた。また、みどりの窓口が設置されていた。自動券売機はJR仕様のものが2台設置されており、Suicaおよび相互利用可能なICカードやオレンジカードで東武鉄道の乗車券が購入可能であった。
改札分離前までは改札内でJRと東武相互間の乗り換えが可能であったが、2007年3月18日にSuica・PASMOの相互利用が開始されたことに伴い、跨線橋上にJR⇔東武連絡用の簡易ICカード改札機が設置された。ICカードで越生線を利用する場合は必ずこの簡易ICカード改札機にタッチする必要があり、タッチしないと実際の乗車経路とは異なった運賃が差し引かれていた。なお、当駅から入出場する場合は「改札口のICカード改札機」にもタッチする必要があった。また、JR・東武越生線にエレベーターが設置させたことにより専用の跨線橋を新たに設け、建屋内部にも同様の会社線連絡専用の簡易ICカード改札機が設置された。

## 利用状況
- JR東日本 - 2017年度の1日平均乗車人員は778人である[JR 1]。
- 東武鉄道 - 2024年度の1日平均乗降人員は3,103人で[東武 1]、近年は減少傾向にある。
  - 毎年2 - 3月の越生梅林の観梅シーズンのほか、5月の五大尊つつじ公園のツツジ開花シーズン、6月のあじさい山公園のアジサイ開花シーズンには、多くの観光客が当駅で乗降する。

| 乗車人員推移       | 乗車人員推移     | 乗車人員推移     | 乗車人員推移 |
| 年度               | JR東日本         | 東武鉄道         | 東武鉄道     |
| 年度               | 1日平均 乗車人員 | 1日平均 乗降人員 | 年間乗車人員 |
| ------------------ | ---------------- | ---------------- | ------------ |
| 2000年（平成12年） | 973              |                  |              |
| 2001年（平成13年） | 930              |                  | 915,884      |
| 2002年（平成14年） | 887              |                  | 897,005      |
| 2003年（平成15年） | 821              | 4,893            | 886,175      |
| 2004年（平成16年） | 763              | 4,700            | 850,585      |
| 2005年（平成17年） | 732              | 4,538            | 821,158      |
| 2006年（平成18年） | 727              | 4,500            | 818,249      |
| 2007年（平成19年） | 755              | 4,627            | 846,860      |
| 2008年（平成20年） | 776              | 4,592            | 834,434      |
| 2009年（平成21年） | 760              | 4,456            | 807,052      |
| 2010年（平成22年） | 741              | 4,221            | 776,895      |
| 2011年（平成23年） | 685              | 3,839            | 702,291      |
| 2012年（平成24年） | 700              | 3,903            | 713,128      |
| 2013年（平成25年） | 723              | 3,902            | 713,314      |
| 2014年（平成26年） | 738              | 3,851            | 702,135      |
| 2015年（平成27年） | 783              | 3,697            | 726,099      |
| 2016年（平成28年） | 769              | 3,941            |              |
| 2017年（平成29年） | 778              | 3,939            |              |
| 2018年（平成30年） | 以降非公開       | 3,858            |              |
| 2019年（令和元年） |                  | 3,666            |              |
| 2020年（令和02年） |                  | 2,532            |              |
| 2021年（令和03年） |                  | 2,981            |              |
| 2022年（令和04年） |                  | 3,102            |              |
| 2023年（令和05年） |                  | 3,112            |              |
| 2024年（令和06年） |                  | 3,103            |              |

## 駅周辺

### 西口
- 越生町役場
- 越生町立図書館
- 越生郵便局
- 越生高取郵便局
- 埼玉縣信用金庫 越生支店
- 埼玉県道187号越生停車場線

### 東口
- 飯能信用金庫 越生支店
- ウエルシア 越生店
- 越辺川
- 山吹の里歴史公園（徒歩7分）
- JAいるま野 越生農産物直売所
- カインズホーム 越生店
- ベイシアスーパーマーケット 越生店
- 埼玉県立越生高等学校
- 埼玉県道30号飯能寄居線

## バス路線
最寄りのバス停は「越生駅西口」停留所と「越生駅東口」停留所であり、下記の各路線が発着する。
| 乗り場     | 運行事業者   | 系統                         | 行先                 |
| ---------- | ------------ | ---------------------------- | -------------------- |
| 越生駅西口 | 川越観光バス | OS01・OS02                   | 黒山                 |
| 越生駅西口 | 川越観光バス | （臨時直行バス）             | 梅林入口             |
| 越生駅東口 | イーグルバス | ときがわ町路線バス（と05-2） | せせらぎバスセンター |
| 越生駅東口 | 川越観光バス | 鳩山町営路線バス             | 高坂駅西口           |

## 隣の駅
東日本旅客鉄道（JR東日本）
■八高線
毛呂駅 - 越生駅 - 明覚駅
東武鉄道
 越生線
武州唐沢駅 (TJ 46) - 越生駅 (TJ 47)

### 記事本文
1. 1 2 3  『週刊 JR全駅・全車両基地』 46号 甲府駅・奥多摩駅・勝沼ぶどう郷駅ほか79駅、朝日新聞出版〈週刊朝日百科〉、2013年7月7日、26頁。
2. ↑  「昭和8年鉄道省告示第132号」『官報』第1879号、昭和8年4月8日（国立国会図書館デジタルコレクション）
3. 1 2 3 4  石野哲 編『停車場変遷大事典 国鉄・JR編 II』（初版）JTB、1998年10月1日、200頁。ISBN 9784533029806。全国書誌番号:99032190。
4. ↑  「鉄道記録帳2002年2月」『RAIL FAN』第49巻第5号、鉄道友の会、2002年5月1日、24頁。
5. ↑  「JR年表」『JR気動車客車編成表 '02年版』ジェー・アール・アール、2002年7月1日、187頁。ISBN 4-88283-123-6。
6. 1 2  “駅の情報（越生駅）：JR東日本”.   東日本旅客鉄道. 2019年2月16日時点のオリジナルよりアーカイブ。2019年2月16日閲覧。
7. ↑  “越生駅東口が開設します” (PDF).   越生町. 2020年12月26日時点のオリジナルよりアーカイブ。2021年1月18日閲覧。
8. 1 2  「〜越生駅西口が新しくなりました〜「道灌おもてなしプラザ」と「道灌像」が完成」（PDF）『広報おごせ』令和3年1月号（No.723）、越生町役場、2021年1月1日、10頁、 オリジナルの2020年12月27日時点におけるアーカイブ、2021年1月18日閲覧。
9. 1 2  “時刻表 越生駅”.   東日本旅客鉄道. 2019年8月18日閲覧。
10. ↑  「施政方針に対する質問」（PDF）『おごせ会議だより』第141号、越生町議会、2012年6月1日、8頁、 オリジナルの2014-01-16]時点におけるアーカイブ。
11. ↑  “越生駅 構内マップ”.   東武鉄道. 2023年6月4日閲覧。
12. ↑  「越生駅東口開設事業の概要について」（PDF）『広報おごせ』平成29年5月号（No.697）、越生町、2017年5月、10頁、 オリジナルの3029年3月17日時点におけるアーカイブ。
13. ↑  レポート - 関東交通広告協議会

### 利用状況

#### JR東日本
1. 1 2  “各駅の乗車人員（2017年度）”.   東日本旅客鉄道. 2019年5月5日閲覧。
2. ↑  “各駅の乗車人員（2000年度）”.   東日本旅客鉄道. 2019年5月5日閲覧。
3. ↑  “各駅の乗車人員（2001年度）”.   東日本旅客鉄道. 2019年5月5日閲覧。
4. ↑  “各駅の乗車人員（2002年度）”.   東日本旅客鉄道. 2019年5月5日閲覧。
5. ↑  “各駅の乗車人員（2003年度）”.   東日本旅客鉄道. 2019年5月5日閲覧。
6. ↑  “各駅の乗車人員（2004年度）”.   東日本旅客鉄道. 2019年5月5日閲覧。
7. ↑  “各駅の乗車人員（2005年度）”.   東日本旅客鉄道. 2019年5月5日閲覧。
8. ↑  “各駅の乗車人員（2006年度）”.   東日本旅客鉄道. 2019年5月5日閲覧。
9. ↑  “各駅の乗車人員（2007年度）”.   東日本旅客鉄道. 2019年5月5日閲覧。
10. ↑  “各駅の乗車人員（2008年度）”.   東日本旅客鉄道. 2019年5月5日閲覧。
11. ↑  “各駅の乗車人員（2009年度）”.   東日本旅客鉄道. 2019年5月5日閲覧。
12. ↑  “各駅の乗車人員（2010年度）”.   東日本旅客鉄道. 2019年5月5日閲覧。
13. ↑  “各駅の乗車人員（2011年度）”.   東日本旅客鉄道. 2019年5月5日閲覧。
14. ↑  “各駅の乗車人員（2012年度）”.   東日本旅客鉄道. 2019年5月5日閲覧。
15. ↑  “各駅の乗車人員（2013年度）”.   東日本旅客鉄道. 2019年5月5日閲覧。
16. ↑  “各駅の乗車人員（2014年度）”.   東日本旅客鉄道. 2019年5月5日閲覧。
17. ↑  “各駅の乗車人員（2015年度）”.   東日本旅客鉄道. 2019年5月5日閲覧。
18. ↑  “各駅の乗車人員（2016年度）”.   東日本旅客鉄道. 2019年5月5日閲覧。

#### 東武鉄道
1日平均乗降人員
1. 1 2 3  『駅別乗降人員 2024年度』（PDF）（レポート）東武鉄道、13頁。オリジナルの2025年5月19日時点におけるアーカイブ。2025年7月27日閲覧。
2. ↑  “駅情報（乗降人員）”.   東武鉄道. 2024年7月27日閲覧。
3. ↑  「東武鉄道」（PDF）『平成15年度1日平均乗降人員・通過人員』、関東交通広告協議会、11頁。オリジナルの2016年3月4日時点におけるアーカイブ。2020年7月3日閲覧。
4. ↑  「東武鉄道」（PDF）『平成16年度1日平均乗降人員・通過人員』、関東交通広告協議会、25頁。オリジナルの2017年8月2日時点におけるアーカイブ。2020年7月3日閲覧。
5. ↑  「東武鉄道」（PDF）『平成17年度1日平均乗降人員・通過人員』、関東交通広告協議会、25頁。オリジナルの2017年8月2日時点におけるアーカイブ。2020年7月3日閲覧。
6. ↑  「東武鉄道」（PDF）『平成18年度1日平均乗降人員・通過人員』、関東交通広告協議会、25頁。オリジナルの2019年3月10日時点におけるアーカイブ。2019年3月10日閲覧。
7. ↑  「東武鉄道」（PDF）『平成19年度1日平均乗降人員・通過人員』、関東交通広告協議会、26頁。オリジナルの2019年3月10日時点におけるアーカイブ。2019年3月10日閲覧。
8. ↑  「東武鉄道」（PDF）『平成20年度1日平均乗降人員・通過人員』、関東交通広告協議会、27頁。オリジナルの2019年3月10日時点におけるアーカイブ。2019年3月10日閲覧。
9. ↑  「東武鉄道」（PDF）『平成21年度1日平均乗降人員・通過人員』、関東交通広告協議会、24頁。オリジナルの2019年3月10日時点におけるアーカイブ。2019年3月10日閲覧。
10. ↑  「東武鉄道」（PDF）『平成22年度1日平均乗降人員・通過人員』、関東交通広告協議会、24頁。オリジナルの2019年3月10日時点におけるアーカイブ。2019年3月10日閲覧。
11. ↑  「東武鉄道」（PDF）『平成23年度1日平均乗降人員・通過人員』、関東交通広告協議会、24頁。オリジナルの2019年3月10日時点におけるアーカイブ。2019年3月10日閲覧。
12. ↑  「東武鉄道」（PDF）『平成24年度1日平均乗降人員・通過人員』、関東交通広告協議会、24頁。オリジナルの2019年3月10日時点におけるアーカイブ。2019年3月10日閲覧。
13. ↑  「東武鉄道」（PDF）『平成25年度1日平均乗降人員・通過人員』、関東交通広告協議会、22頁。オリジナルの2019年3月21日時点におけるアーカイブ。2019年3月10日閲覧。
14. ↑  「東武鉄道」（PDF）『平成26年度1日平均乗降人員・通過人員』、関東交通広告協議会、22頁。オリジナルの2019年3月10日時点におけるアーカイブ。2019年3月10日閲覧。
15. ↑  「東武鉄道」（PDF）『平成27年度1日平均乗降人員・通過人員』、関東交通広告協議会、22頁。オリジナルの2019年3月10日時点におけるアーカイブ。2019年3月10日閲覧。
16. ↑  「東武鉄道」（PDF）『平成28年度1日平均乗降人員・通過人員』、関東交通広告協議会、22頁。オリジナルの2019年3月10日時点におけるアーカイブ。2019年3月10日閲覧。
17. ↑  「東武鉄道」（PDF）『平成29年度1日平均乗降人員・通過人員』、関東交通広告協議会、22頁。オリジナルの2019年7月21日時点におけるアーカイブ。2019年7月21日閲覧。
18. ↑  「東武鉄道」（PDF）『2018年度1日平均乗降人員・通過人員』、関東交通広告協議会、23頁。オリジナルの2021年2月9日時点におけるアーカイブ。2021年2月9日閲覧。
19. ↑  「東武鉄道」（PDF）『2019年度1日平均乗降人員・通過人員』、関東交通広告協議会、23頁。オリジナルの2020年11月9日時点におけるアーカイブ。2021年2月9日閲覧。
20. ↑  「東武鉄道」（PDF）『2020年度1日平均乗降人員・通過人員』、関東交通広告協議会、23頁。オリジナルの2021年11月27日時点におけるアーカイブ。
21. ↑  『駅別乗降人員 2021年度』（PDF）（レポート）東武鉄道、2024年、13頁。オリジナルの2024年5月18日時点におけるアーカイブ。
22. ↑  『駅別乗降人員 2022年度』（PDF）（レポート）東武鉄道、2024年、13頁。オリジナルの2024年5月18日時点におけるアーカイブ。
23. ↑  『駅別乗降人員 2023年度』（PDF）（レポート）東武鉄道、2024年、13頁。オリジナルの2024年5月18日時点におけるアーカイブ。

年間乗車人員
1. 1 2 3 4 5 6 7 8 9 10  『統計おごせ 平成23年版』（PDF）（レポート）越生町、2012年3月、47頁。オリジナルの2019年5月5日時点におけるアーカイブ。2019年5月5日閲覧。
2. 1 2 3 4 5  『統計おごせ 平成28年版』（PDF）（レポート）越生町、2017年3月、48頁。オリジナルの2019年5月5日時点におけるアーカイブ。2019年5月5日閲覧。